# Fanar (Matn)
Fanar (în arabă الفنار translit. al-Fanar) este un sat din districtul Matn al guvernoratului Munții Liban, Liban. Acesta este situat în inima Libanului, la 7 km de Beirut și a fost numit anterior (Achrafieh El Fawqa), cu toate acestea numele Fanar a fost ales, deoarece a avut un important far. Orașul era cunoscut ca având foarte puțini locuitori care erau fermieri, iar zona era aproape în întregime verde până după  Războiul civil libanez când multe familii strămutate au ales zona în care să locuiască și au transformat micul oraș într-un oraș.

## Războiul civil
În timpul războiului civil, 4 tineri creștini din  Partidul Kataeb au fost asasinați în Fanar de musulmanii din zonă, ceea ce a declanșat Sâmbăta Neagră, un act de răzbunare care a provocat uciderea a sute de cetățeni musulmani în Liban.

## Etimologie
Fanar este un cuvânt arab care înseamnă un felinar (prin greaca veche phanòs, φανός).

## Geografie
Fanar se află la 8 km de capitala Beirut situată la o altitudine de aproximativ 250m deasupra nivelului mării.

## Demografie
În 2008, Fanar avea o populație de aproximativ 30 000 de locuitori, dintre care 850 sunt alegători înregistrați.

## Educație
Învățământul superior din Fanar este asigurat de un număr mare de școli și universități, cum ar fi Universitatea libaneză (Facultatea de Științe, Facultatea de Media și Comunicare, Facultatea de Literaturi), Universitatea Al-Kafaàt (AKU), College De la Sainte Famille Francaise Fanar, Institution Moderne du Liban (IML) și Collège Notre Dame du Mont Carmel des Sœurs Carmelites de Florence à Fanar. Colegiul Stes. Hripsimiantz des soeurs Armeniennes Catholiques de l'Immaculée Conception.